# Idle Tongues
Idle Tongues è un film muto del 1924 diretto da Lambert Hillyer. La sceneggiatura di C. Gardner Sullivan si basa su Doctor Nye of North Ostable, romanzo di Joseph Crosby Lincoln pubblicato a New York nel 1923.

## Trama
Dopo avere scontato cinque anni di carcere per appropriazione indebita, il dottor Ephraim Nye torna a Ostable suscitando le chiacchiere della gente e quelle della pettegola locale, Althea Bemis. In città c'è un'epidemia di tifo e Nye crede che sia causata dall'acqua di uno stagno che suo cognato, il giudice Copeland, fratello di Fanny, la moglie morta di Nye, vuole usare come fonte di approvvigionamento idrico comunale. Solo Katherine Minot sostiene il dottor Nye ma, alla fine, gli esami cui è stata sottoposta l'acqua dimostrano che Nye aveva ragione.

Con le prove in mano, Nye affronta Copeland, dimostrandogli che lui era andato in prigione per proteggere Fanny, la vera colpevole. Copeland finisce per acconsentire al matrimonio di sua figlia Faith con Tom, il figlio del suo nemico mentre Katherine, che si è fidanzata con Nye, fa diffondere la notizia attraverso Althea.

## Produzione
Il film fu prodotto dalla Thomas H. Ince Corporation.

## Distribuzione
Il copyright del film, richiesto dalla Thomas H. Ince Corp., fu registrato l'11 novembre 1924 con il numero LP20753.

Distribuito dalla First National Pictures e presentato da Thomas H. Ince, il film uscì nelle sale cinematografiche degli Stati Uniti il 21 dicembre 1924. Secondo il Moving Picture World del 20 dicembre 1924, il film fu il primo distribuito dalla nuova produzione-distribuzione che avevano firmato la Thomas H. Ince Corp. e la First National Pictures.
Non si conoscono copie ancora esistenti della pellicola che viene considerata presumibilmente perduta.